# Transformatorenhaus Huttenstraße

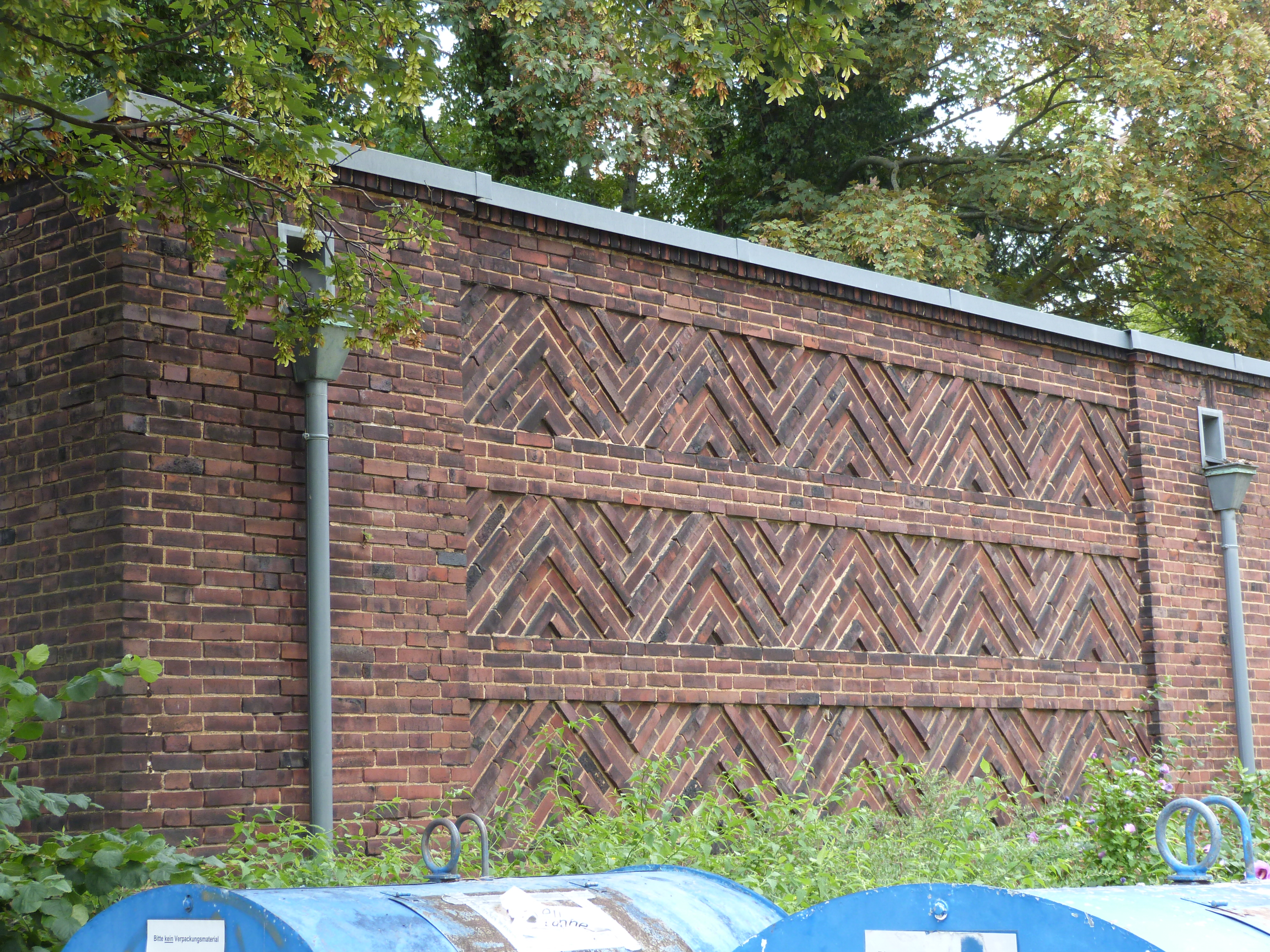
Transformatorenhaus Huttenstraße

Das Transformatorenhaus Huttenstraße ist ein für das Stromnetz der Stadt Halle (Saale) errichtetes Gebäude, das unter Denkmalschutz steht.

## Geschichte
In den 1920er-Jahren wurde durch den Stadtbaurat Wilhelm Jost die Stromversorgung der Stadt Halle im Auftrag der Werke der Stadt Halle AG (WEHAG) modernisiert. In dieser Zeit entstanden auch in der südlichen Stadterweiterung zahlreiche neue Wohnanlagen. Am Lutherplatz erbaute man den Wasserturm Süd und das Schalthaus Turmstraße sowie südlich davon – im Nordbereich des Südfriedhofs an der Huttenstraße östlich der Schule – eine weitere Transformatorenstation. Diese entstand im Jahr 1927. Im Gegensatz zu den meisten anderen halleschen Transformatorenhäusern der 1920er-Jahre ist für das Gebäude keine Nebennutzung bekannt. Errichtet wurde sie für die Umstellung von Gleichstrom auf Wechselstrom, wodurch man die Stromversorgung dezentralisierte.

## Baubeschreibung
Die Fassade des rechteckigen Transformatorenhauses wird durch expressionistische Flechtmuster aus Backstein gestaltet, die sich auch bei anderen Bauten von Jost finden, etwa beim Umspannwerk Stadtpark oder dem Transformatorenhaus Rudolf-Breitscheid-Straße. Auf dem flachen Dach befinden sich Be- und Entlüftungsschächte in der Gestalt kleiner Schornsteine, wie sie etwa auch das Transformatorenhaus Moritzzwinger oder das Transformatorenhaus Trotha aufweisen. Die Dachentwässerung erfolgt über Öffnungen in der Fassade, unter denen die Regenrinnen zu finden sind. Das Transformatorenhaus ist als Baudenkmal im Denkmalverzeichnis mit der Erfassungsnummer 094 96871 eingetragen.